# Малі Солонці
Малі́ Солонці́ — село в Україні, у Драбинівській сільській громаді Полтавського району Полтавської області. Населення становить 212 осіб.

## Географія
Село Малі Солонці знаходиться за 1,5 км від правого берега річки Кустолове, на відстані 1 км розташовані села Кустолове і Галущина Гребля.

## Населення

### Мова
Розподіл населення за рідною мовою за даними перепису 2001 року:
| Мова       | Кількість | Відсоток |
| ---------- | --------- | -------- |
| українська | 208       | 98.11%   |
| російська  | 4         | 1.89%    |
| Усього     | 212       | 100%     |

## Історія
12 червня 2020 року, відповідно до розпорядження Кабінету Міністрів України № 721-р «Про визначення адміністративних центрів та затвердження територій територіальних громад Полтавської області», село увійшло до складу Драбинівської сільської громади[1].
19 липня 2020 року, в результаті адміністративно - територіальної реформи та ліквідації  Новосанжарського району, село увійшло до складу новоутвореного Полтавського району[2].

## Об'єкти соціальної сфери
- Клуб.